# Pionus
Genre
Les perroquets du genre Pionus sont de taille moyenne et ressemblent quelque peu à l'amazone en raison de leurs corps trapus et solides, munis d'une courte queue en spatule. Mais ils ont tous typiquement les plumes sous-caudales (dessous de la queue) de couleur rouge vif. C'est cette raison qui a poussé les ornithologues à les cataloguer sous le genre Pionus qui comprend huit espèces de taille moyenne (24 à 31 cm) et ne présentant pas de dimorphisme sexuel. On peut différencier deux groupes : les espèces vertes et les espèces foncées.

## Liste des espèces
D'après la classification de référence (version 2.2, 2009) du Congrès ornithologique international (ordre phylogénique) :
- Pionus menstruus – Pione à tête bleue
- Pionus sordidus – Pione à bec rouge
- Pionus maximiliani – Pione de Maximilien
- Pionus tumultuosus – Pione pailletée
- Pionus seniloides – Pione givrée
- Pionus senilis – Pione à couronne blanche
- Pionus chalcopterus – Pione noire
- Pionus fuscus – Pione violette

## Description et biologie
Les sept espèces de piones sont toutes originaires d'Amérique Centrale et du Sud. Elles fréquentent les régions boisées et les forêts. Elles ont généralement des couleurs assez foncées et possèdent de larges yeux entourés d'un cercle oculaire de peau nue ou colorée.
Un comportement spécifique à ces oiseaux est l'habitude d'émettre un bruit sifflant et haletant quand ils sont excités ou effrayés. Cela peut paraître déconcertant mais c'est tout à fait normal.

## Élevage
Chaque couple sera logé dans une volière de deux à trois mètres de long. Les piones étant robustes, elles peuvent rester toute l'année en volière extérieure équipée d'un bon abri sec, mais non chauffé si la température le permet. La tendance actuelle est de les loger en cage individuelle. Dans ce cas, les œufs sont retirés pour être mis en couveuse ou les jeunes sont prélevés du nid pour être élevés à la main, couramment dit "EAM". On désigne par "EPP" les oiseaux élevés par leurs parents sans l'intervention de l'homme. Un grand nombre de piones nées en captivité sont actuellement élevés à la main, ce qui permet d'obtenir des oiseaux familiers très proches de l'être humain.
Ces oiseaux sont moins destructeurs et beaucoup moins bruyants que les amazones, par exemple. Des branches fraîches sont toutefois nécessaires pour leur bon équilibre et pour les occuper.